# افرانیوس هانیبالیانوس
افرانیوس هانیبالیانوس (به انگلیسی: Afranius Hannibalianus) کنسول روم سال ۲۹۲ پس از میلاد، یک بخشدار پرایتوری، یک سناتور و یک افسر و فرمانده نظامی بود.